# Xian de Queshan
Le xian de Queshan (确山县 ; pinyin : Quèshān Xiàn) est un district administratif de la province du Henan en Chine. Il est placé sous la juridiction de la ville-préfecture de Zhumadian.

## Démographie
La population du district était de 586 184 habitants en 1999.